# Dora Rommelaere
Dora Rommelaere (Brugge, 1902 - Hamme, 1986) was een Belgisch kunstschilder, behorend tot de zogenaamde Brugse School.

## Levensloop
Dora was een dochter van kunstschilder Emile Rommelaere. Ze studeerde aan de kunstacademies van Brugge, Gent en Brussel, evenals aan het Instituut voor Sierkunsten in Elsene.
Ze produceerde schilderijen, gravures en tekeningen in de geest van Jan Toorop en Puvis de Chavannes. Haar religieuze taferelen, omgeven in mysticisme en piëteit, hadden vaak Brugse decors. Ze ontving in 1937 de Prijs voor schilderkunst van West-Vlaanderen. Ze illustreerde ook veel boeken.
Ze werd lerares aan de Kunstacademie van Oostende en aan de afdeling sierkunsten van de Brugse Kunstacademie.Ze werd inspectrice voor de plastische kunsten in het technisch onderwijs. Ze was ook secretaris van de Nationale Commissie voor de Kantkunst.